# NFL sezona 1970.
NFL sezona 1970. je 51. po redu sezona nacionalne lige američkog nogometa.
Sezona je počela 18. rujna 1970. Super Bowl V je bio završna utakmica sezone, u kojoj su se 17. siječnja 1971. u Miamiju u Floridi na stadionu Orange Bowl sastali pobjednici AFC konferencije Baltimore Coltsi i pobjednici NFC konferencije Dallas Cowboysi. Pobijedili su Coltsi rezultatom 16:13 i tako osvojili svoj četvrti naslov prvaka u povijesti, prvi u eri Super Bowla.
Sezona 1970. bila je prva nakon ujedinjenja NFL i AFL lige. U novu NFL ligu ušlo je 10 dotadašnjih članova AFL lige: Boston Patriotsi, Buffalo Billsi, Cincinnati Bengalsi, Denver Broncosi, Houston Oilersi, Kansas City Chiefsi, Miami Dolphinsi, New York Jetsi, Oakland Raidersi i San Diego Chargersi. Te AFL momčadi su smještene u novu AFC konferenciju NFL lige, dok su "stare" NFL momčadi smještene u NFC konferenciju. Pošto je AFL momčadi bilo samo 10 (u odnosu na 16 dotadašnjih NFL momčadi), 3 NFL momčadi su prešle u AFC konferenciju zbog brojčanog poravnanja. To su bili Baltimore Coltsi, Cleveland Brownsi i Pittsburgh Steelersi. Svaka od dviju konferencija sada se sastojala od tri divizije - Istok, Zapad i Central, s tim da su se obje istočne divizije sastojale od pet momčadi, ostale su imale po četiri. 
Također, promijenjen je i format natjecanja u doigravanju. U doigravanje je ulazilo ukupno osam momčadi, po četiri iz svake konferencije (pobjednik svake divizije i jedna drugoplasirana momčad s najboljim omjerom pobjeda). Utakmica između dva prvaka konferencija, Super Bowl, odlučivala je o osvajaču naslova prvaka NFL-a (dotad je Super Bowl bio više revijalna utakmica koja se igrala od 1966. do 1969. između prvaka NFL i AFL lige).

## Poredak po divizijama na kraju regularnog dijela sezone
| AFC Istok            |     |     |     |      |     |     |
| Momčad               | Pob | Por | Ner | %    | P+  | P-  |
| Baltimore Colts *    | 11  | 2   | 1   | 84,6 | 321 | 234 |
| Miami Dolphins **    | 10  | 4   | 0   | 71,4 | 297 | 228 |
| New York Jets        | 4   | 10  | 0   | 28,6 | 255 | 286 |
| Buffalo Bills        | 3   | 10  | 1   | 23,1 | 204 | 337 |
| Boston Patriots      | 2   | 12  | 0   | 14,3 | 149 | 361 |
| AFC Central          |     |     |     |      |     |     |
| Momčad               | Pob | Por | Ner | %    | P+  | P-  |
| Cincinnati Bengals * | 8   | 6   | 0   | 57,1 | 312 | 255 |
| Cleveland Browns     | 7   | 7   | 0   | 50,0 | 286 | 265 |
| Pittsburgh Steelers  | 5   | 9   | 0   | 35,7 | 210 | 272 |
| Houston Oilers       | 3   | 10  | 1   | 23,1 | 217 | 352 |
| AFC Zapad            |     |     |     |      |     |     |
| Momčad               | Pob | Por | Ner | %    | P+  | P-  |
| Oakland Raiders *    | 8   | 4   | 2   | 66,7 | 300 | 293 |
| Kansas City Chiefs   | 7   | 5   | 2   | 58,3 | 272 | 244 |
| San Diego Chargers   | 5   | 6   | 3   | 45,5 | 282 | 278 |
| Denver Broncos       | 5   | 8   | 1   | 38,5 | 253 | 264 |

| NFC Istok             |     |     |     |      |     |     |
| Momčad                | Pob | Por | Ner | %    | P+  | P-  |
| Dallas Cowboys *      | 10  | 4   | 0   | 71,4 | 299 | 221 |
| New York Giants       | 9   | 5   | 0   | 64,3 | 301 | 270 |
| St. Louis Cardinals   | 8   | 5   | 1   | 61,5 | 325 | 228 |
| Washington Redskins   | 6   | 8   | 0   | 42,9 | 297 | 314 |
| Philadelphia Eagles   | 3   | 10  | 1   | 23,1 | 241 | 332 |
| NFC Central           |     |     |     |      |     |     |
| Momčad                | Pob | Por | Ner | %    | P+  | P-  |
| Minnesota Vikings *   | 12  | 2   | 0   | 85,7 | 335 | 143 |
| Detroit Lions **      | 10  | 4   | 0   | 71,4 | 347 | 202 |
| Green Bay Packers     | 6   | 8   | 0   | 42,9 | 196 | 293 |
| Chicago Bears         | 6   | 8   | 0   | 42,9 | 256 | 261 |
| NFC Zapad             |     |     |     |      |     |     |
| Momčad                | Pob | Por | Ner | %    | P+  | P-  |
| San Francisco 49ers * | 10  | 3   | 1   | 76,9 | 352 | 267 |
| Los Angeles Rams      | 9   | 4   | 1   | 69,2 | 325 | 202 |
| Atlanta Falcons       | 4   | 8   | 2   | 33,3 | 206 | 261 |
| New Orleans Saints    | 2   | 11  | 1   | 15,4 | 172 | 347 |

Napomena: * - ušli u doigravanje kao pobjednik divizije, ** - ušli u doigravanje kao wild-card, % - postotak pobjeda, P± - postignuti/primljeni poeni

## Doigravanje
| Datum                 | Utakmica                                | Rezultat         |                  |
| Divizijska runda      | Divizijska runda                        | Divizijska runda | Divizijska runda |
| --------------------- | --------------------------------------- | ---------------- | ---------------- |
| 26. prosinca 1970.    | Baltimore Colts - Cincinnati Bengals    | 17:0             |                  |
| 26. prosinca 1970.    | Dallas Cowboys - Detroit Lions          | 5:0              |                  |
| 27. prosinca 1970.    | Oakland Raiders - Miami Dolphins        | 21:14            |                  |
| 27. prosinca 1970.    | Minnesota Vikings - San Francisco 49ers | 14:17            |                  |
| Konferencijska finala |                                         |                  |                  |
| 3. siječnja 1971.     | Baltimore Colts - Oakland Raiders       | 27:17            |                  |
| 3. siječnja 1971.     | Dallas Cowboys - San Francisco 49ers    | 14:3             |                  |
| Super Bowl V          |                                         |                  |                  |
| 17. siječnja 1971.    | Dallas Cowboys - Miami Dolphins         | 24:3             |                  |

## Nagrade za sezonu 1970.
| Nagrada                        | Osvajač      | Pozicija    | Momčad              |
| ------------------------------ | ------------ | ----------- | ------------------- |
| Najkorisniji igrač (MVP)       | John Brodie  | quarterback | San Francisco 49ers |
| Trener godine                  | Dick Nolan   | trener      | San Francisco 49ers |
| Novajlija godine u napadu      | Dennis Shaw  | quarterback | Buffalo Bills       |
| Novajlija godine u obrani      | Bruce Taylor | cornerback  | San Francisco 49ers |
| Najkorisniji igrač Super Bowla | Chuck Howley | linebacker  | Dallas Cowboys      |

## Statistika

### Statistika po igračima

#### U napadu
- Najviše jarda dodavanja:  John Brodie, San Francisco 49ers - 2941
- Najviše jarda probijanja: Larry Brown, Washington Redskins - 1125
- Najviše uhvaćenih jarda dodavanja: Gene Washington, San Francisco 49ers - 1100

#### U obrani
- Najviše presječenih lopti: Johnny Robinson, Kansas City Chiefs - 10

### Statistika po momčadima

#### U napadu
- Najviše postignutih poena: San Francisco 49ers - 352 (25,1 po utakmici)
- Najviše ukupno osvojenih jarda: Oakland Raiders - 344,9 po utakmici
- Najviše jarda osvojenih dodavanjem: Oakland Raiders - 208,8 po utakmici
- Najviše jarda osvojenih probijanjem: Dallas Cowboys - 164,3 po utakmici

#### U obrani
- Najmanje primljenih poena: Minnesota Vikings - 143 (10,2 po utakmici)
- Najmanje ukupno izgubljenih jarda: Minnesota Vikings - 200,2 po utakmici
- Najmanje jarda izgubljenih dodavanjem: Minnesota Vikings - 102,7 po utakmici
- Najmanje jarda izgubljenih probijanjem: Detroit Lions - 82,3 po utakmici

## Vanjske poveznice
- Pro-Football-Reference.com, statistika sezone 1970. u NFL-u
- NFL.com, sezona 1970.